# Die Geschwister
Die Geschwister je německý hraný film z roku 2016, který režíroval Jan Krüger podle vlastního scénáře. Snímek měl světovou premiéru na Crossing Europe Film Festivalu v Linci dne 23. dubna 2016.

## Děj
Thies pracuje v Berlíně v realitní kanceláři jako správce nemovitostí. Při jedné z prohlídek bytů se seznámí s Polákem Brunem a jeho sestrou Sonjou a poskytne jim tajně jeden z prázdných bytů, protože jejich pobyt v Německu není legální. Thies naváže vztah s Brunem, později se však dozví, že Brunův vztah k němu není zcela upřímný. Sonja pochází z Běloruska a není Brunova sestra.

## Obsazení
| Vladimir Burlakov | Thies             |
| Julius Nitschkoff | Bruno             |
| Irina Potapenko   | Sonja             |
| Hilmi Sözer       | Marcos            |
| Franziska Wulf    | Thiesova kolegyně |
| Marie-Lou Sellem  | šéfová            |
| Özgür Karadeniz   | turecký nájemník  |
| Anne Müller       | aktivistka        |